# Louis Jacques Maurice de Bonald
Louis Jacques Maurice de Bonald (30 de outubro de 1787 – 25 de fevereiro de 1870) foi um cardeal francês e arcebispo de Lyon. Ele foi um dos mais fortes defensores do ultramontanismo contra o antigo galicanismo francês.

## Biografia

### Juventude e estudos
Louis-Jacques-Maurice de Bonald era filho do escritor Louis-Gabriel de Bonald ( 1754-1840 ), autor de Primitive Legislation , e de Elisabeth de Guibal de Combescure .
Retornando da emigração após 18 Frutidor, foi colocado em uma pensão em Lyon. Terminados os estudos, ingressou no seminário de Saint-Sulpice, onde se destacou por sua ardente piedade. Uma vez ordenado sacerdote em 1811, foi avisado pelo Arcebispo de Besançon Gabriel Cortois de Pressigny, que o tomou como secretário em uma difícil e delicada missão, que tinha por objetivo a conclusão da concordata, e o levou a Roma com ele. 

### Carreira eclesiástica
Em 1817, sob a Restauração , tornou-se Grande Vigário e Arcediago de Jean-Baptiste de Latil , Bispo de Chartres. Em 1823, foi nomeado bispo de Le Puy (bispado recentemente restaurado por ordem real). A partir de então mostrou-se um zeloso defensor dos direitos da Igreja. a4 de dezembro de 1839é promovido a Arcebispo de Lyon, Primaz da Gália.
A escolha de Bonald para este importante cargo foi feita por Louis-Philippe note Sous le Concordat, les pouvoirs politiques français ont un droit de regard à la nomination des évêques.</ref> , que não apreciou as opiniões legitimistas do administrador apostólico da diocese, Jean-Gaston de Pins . Em seu lugar, sugere Bonald. Este tem a aprovação de Roma, porque, além de suas opiniões políticas, é um ultramontano , favorável à eclesiologia romana e, além disso, um fino diplomata, qualidade necessária para influenciar o capítulo dos cânones .
Uma das primeiras reformas realizadas pelo novo bispo foi a instalação de um órgão no primatiale. Na verdade, é à sua chegada a única catedral da França que não possui uma. Além de possíveis questões de prestígio ou beleza da liturgia, é um gesto muito político. Com efeito, as igrejas da diocese de Lyon seguem o rito de Lyon (um dos ritos da Igreja Católica , diferindo um pouco do rito romano , e que proibia, entre outras coisas, o uso do órgão: "  Ecclesia lugdunensis non utitur organis  ". Os cânones , despojados de seus importantes poderes políticos pela Revolução, mantiveram o controle sobre a liturgia coral da catedral, e a tensão em sua posição sobre esse aspecto deu um caráter de identidade ao conflito. Esta é uma das razões da nomeação de Bonald para este cargo, pois Roma queria limitar as tendências galicanas na Igreja da França, da qual o bispo de Lyon é o primaz . O ato capitular de30 de agosto de 1840mostra a prudência e a diplomacia do prelado, que primeiro se ofereceu para levar um órgão a julgamento por um período temporário; a resistência já não recai sobre a própria liturgia, mas sobre a tradição que se vê despedaçada. Paralelamente a esse aluguel, o arcebispo insiste com o capítulo para que seja feita uma compra real. A ordenação de Louis Rossat , novo bispo de Gap, em 1841, proporcionou a inauguração do órgão. Além disso, é um órgão modesto, com apenas quinze paradas; e, sobretudo, não pesa nas finanças da diocese porque o prelado a comanda com seus próprios fundos. No geral, essa instalação foi um sucesso de assembléia, e a construção de vários órgãos nas igrejas da diocese foi decidida nos anos seguintes..
Em 1866, o cardeal de Bonald promulga um novo missal do rito de Lyon, cujo título especifica a conformidade do conteúdo com as diretrizes papais e que vigorará até o Concílio Vaticano II: Missale Romano-Lugdunense, sive missale Romanum in quo ritus Lugdunenses ultimi tridui ante Pascha, ordinis missae et vigiliae Pentecostes auctoritate Sanctae Sedis Apostolicae iisdem ritibus romanis proprio loco substituuntur . .
O novo arcebispo de Lyon é criado cardeal no consistório de1º de março de 1841, e recebe o chapéu das mãos do Papa em22 de maio de 1843, em relação à Sainte-Trinité-des-Monts .

### Papéis de posição
Em 1844 , condenou o Manuel de droit ecclésiastique , obra do Sr. Dupin o velho , procurador-geral da Corte de Cassação, considerando que o livro continha "doutrinas capazes de arruinar as verdadeiras liberdades da Igreja para colocar em seu colocar servidão vergonhosa...”.
Em 1848 , foi um dos primeiros a saudar a Revolução de 1848 , cujo lema Liberdade, Igualdade, Fraternidade lhe parecia favorável aos interesses da Igreja. Antes de 1848, já  , ele havia denunciado a miséria operária de um novo tipo causada pelas estruturas econômicas da grande indústria .
Em 1852 , advertiu a sua diocese contra a superstição e condenou a devoção a Notre-Dame-de-la-Salette , quando o Bispo de Grenoble acabava de reconhecer publicamente a aparição de 1846.